# أثاث

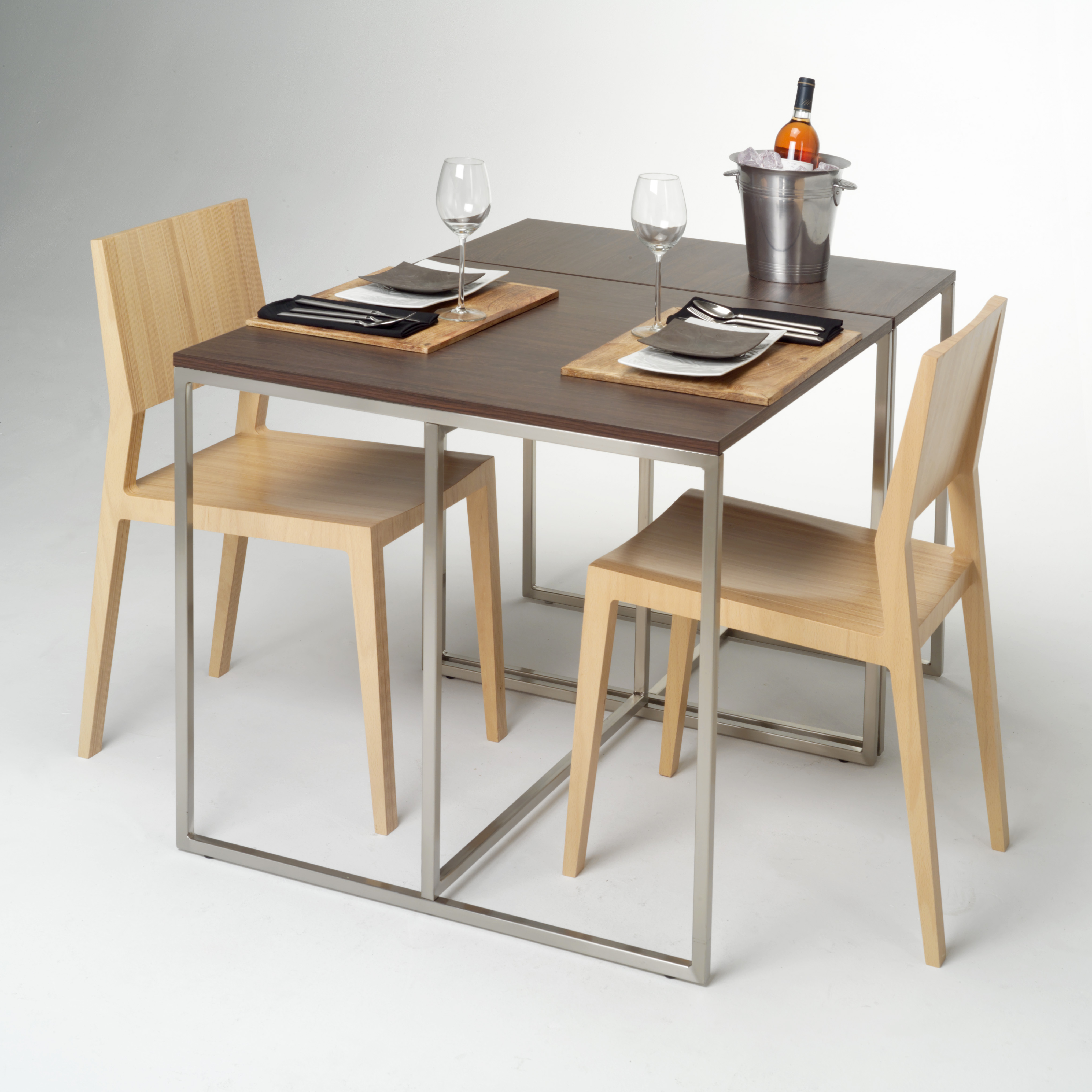
منضدة طعام لشخصين.

الأثاث (المفرد: أَثَاثَة) هو ما يحتاجه المنزل لكي يصبح مكانًا مناسبًا للعيش الإنساني، بحيث يوفر وسائل الراحة التي يحتاجها الإنسان في حياته اليومية.
يصنع الأثاث أساسًا من الخشب بالإضافة إلى المعادن وحديثًا استخدم البلاستيك في كثير من لوازم المنزل مثل المقاعد والمناضد.
وتعدّ صناعة الأثاث من الفنون التي تتبع الموضة والاتجاهات العالمية في تزيين المنازل والتصميم الداخلي.